# Хасенов, Хамит Хасенович
Хамит Хасенович Хасенов (каз. Хасенов Хамит Хасенұлы; 1928, Каркаралинск — 1993) — советский партийный и государственный деятель, журналист, переводчик. Председатель Государственного комитета по телевидению и радиовещанию КазССР (1975 −1984). Кандидат в члены ЦК КП Казахстана с 1976 года, депутат Верховного Совета КазССР 9—10-го созывов, член Союза журналистов СССР.

## Биография
Хамит Хасенов родился в 1928 году в Каркаралинске, где окончил восьмилетнюю школу, и в сентябре 1946 года педагогическое училище с отличием.
С 1946 по 1952 год  учился на факультете филологии КазГУ и с отличием окончил его. С 1952 по 1958 годы работал в Институте истории партии при ЦК КП Казахстана сначала младшим, позднее старшим научным сотрудником, заведующим сектором переводов произведений классиков марксизма-ленинизма на казахский язык. Он был сотрудником перевода трудов В. И. Ленина, К. Маркса и Ф. Энгельса. При его участии вышло 45-томное собрание сочинений В. И. Ленина на казахском языке.
С 1958 по 1960 год был слушателем ВПШ при ЦК КПСС по специальности журналистика. После окончания — заместитель директора КазТАГ, заведующий сектором переводов трудов классиков марксизма-ленинизма на казахский язык Института истории партии при ЦК КП Казахстана. С 1963 по 1969 год — помощник секретаря ЦК КП Казахстана по идеологии.
С 1969 по 1975 годы заместитель председателя, а с 1975 по 1984 год председатель Государственного комитета по телевидению и радиовещанию КазССР. Кандидат в члены ЦК КП Казахстана с 1976 года.
Период, когда Х. Хасенов руководил системой Гостелерадио республики, стал годами развития казахского радио и телевидения. Повысился профессиональный и художественный уровень вещания, выросла материально-техническая база. Были подготовлены кадры телерадиожурналистов. В период его руководства теле- и радиопрограммами стали известны за пределами республики. Помимо новостных, идеологических и публицистических программ Х. Хасенов уделял внимание художественно-музыкальным программам. Были организованы экспедиции по Казахстану для сбора народных песен и музыки, созданы программы «Тамаша», «Кымызхана», «Алма-Ата встречает друзей», «Айтыс» и другие. Он являлся автором различных радиоинсценировок, возглавлял художественный совет Гостелерадио.
В январе 1984 — феврале 1991 года главный редактор Главной редакции по переводу трудов классиков марксизма-ленинизма Казгоскомиздата.
Х. Хасенов был Депутатом Верховного Совета КазССР 9-10 созывов, членом Совета Министров КазССР, членом правления Союза журналистов СССР и Секретарём правления Союза журналистов КазССР.
Супруга — Ануар, пять дочерей. Умер в 1993 году.
Х. Хасенов также известен как литератор, профессиональный переводчик и журналист.
Переводы и статьи
- Перевод трудов В. И. Ленина, К. Маркса и Ф. Энгельса на казахский язык (в составе соавторов)
- Участие в издании 45-томного собрания сочинений Ленина на казахском языке (в составе соавторов)
- «Странствие по минувшим годам» Г. Серебряковой,
- «Непокоренные» Анны Зегерс,
- «Разгром» А. Фадеева,
- «Вечный зов» А. Иванова, а также произведений грузинских и армянских писателей.
- Хасенов, Хамит Хасенович. Первый программный документ научного коммунизма : (К 60-летию «Манифеста Коммунистической партии» на каз. яз.) / Х. Х. Хасенов; О-во «Знание» КазССР. — Алма-Ата : О-во «Знание» КазССР, 1987. — 18 с

## Награды
- орден Знак Почета,
- орден Трудового Красного Знамени,
- медали СССР и КазССР,
- Почетная Грамота Верховного Совета КазССР
- звание «Заслуженный деятель культуры» КазССР.

## Память
- В 2014 году в Каркаралинске на здании «Казахтелекома» была установлена мемориальная доска Х. Хасенова[2].
- В 2018 году в Алматы на доме 113 по улице Абылай хана была установлена мемориальная доска Х. Хасенова. Её открытие было приурочено к 90-летнему юбилею Хасенова[1][2].